# Folkekommissærernes Råd (Tyskland)
Folkekommissærernes Råd (tysk: Rat der Volksbeauftragten) var Tysklands provisoriske regering under den første del af den Tyske Revolution, fra den 10. november 1918 til den 13. februar 1919. Det blev oprindeligt dannet af tre medlemmer fra hver af Tysklands to store socialistiske partier (MSPD og USPD) og formede overgangen fra det Tyske Kejserrige til Weimarrepublikken.
Rådet overtog regeringschefens funktioner (kansler Friedrich Ebert fungerede som rådets formand) og udstedte dekreter i stedet for den lovgivende magt (Rigsdagen). I sine første dage indførte rådet en række vigtige sociale reformer, såsom otte timers arbejdsdag og almindelig valgret, der for første gang gav kvinder stemmeret.
Efter det politiske system i det Tyske Kejserrige indledningsvis hurtigt – og næsten ublodigt – var kollapset blev revolutionen mere voldelig. Her blev der kæmpet om, hvorvidt Tyskland skulle blive en sovjetrepublik – som de mere radikale elementer ønskede –  eller et parlamentarisk demokrati. Under Eberts ledelse besejrede Rådet den radikale venstrefløj, men det skete på bekostning af blodsudgydelser, der splittede Tysklands socialister permanent. Rådet fandt det også nødvendigt at beholde mange højreorienterede, anti-demokratiske elementer ved magten i administrationen, retsvæsenet og militæret.
Rådet udskrev valg til en forfatningsgivende nationalforsamling i januar 1919. Den resulterende Weimar Nationalforsamling etablerede en demokratisk legitimeret regering, der afløste Folkekommissærernes Råd den 13. februar. Den udarbejdede og godkendte derefter forfatningen for den parlamentariske Weimarrepublik.

## Medlemmer af Rådet
| Medlem | Medlem              | Medlem                          | Embedsperiode     | Embedsperiode                 | Politisk parti | Position / Portefølje                                                                   |
| #      | Portræt             | Navn                            | Tiltrådte         | Fratrådte                     | Politisk parti | Position / Portefølje                                                                   |
| ------ | ------------------- | ------------------------------- | ----------------- | ----------------------------- | -------------- | --------------------------------------------------------------------------------------- |
|        | Friedrich Ebert     | Friedrich Ebert (1871–1925)     | 10. november 1918 | 11. februar 1919              | MSPD           | Medformand Rigskansler indtil 13. februar 1919 Indenrigsministerium, Militærministerium |
|        | Hugo Haase          | Hugo Haase (1863–1919)          | 10. november 1918 | 29. december 1918 (Fratrådte) | USPD           | Medformand Udenrigsanliggender, kolonier, justits                                       |
|        | Philipp Scheidemann | Philipp Scheidemann (1865–1939) | 10. november 1918 | 11. februar 1919              | MSPD           | Medformand (fra 29. december 1918) Ministerpræsident fra 13. februar 1919, finans       |
|        | Otto Landsberg      | Otto Landsberg (1896–1957)      | 10. november 1918 | 11. februar 1919              | MSPD           | Finans, presse                                                                          |
|        | Wilhelm Dittmann    | Wilhelm Dittmann (1874–1954)    | 10. november 1918 | 29. december 1918 (Fratrådte) | USPD           | Demobilisering, transport                                                               |
|        | Emil Barth          | Emil Barth (1879–1941)          | 10. november 1918 | 29. december 1918 (Fratrådte) | USPD           | Socialpolitik                                                                           |
|        | Gustav Noske        | Gustav Noske (1868–1946)        | 29. december 1918 | 11. februar 1919              | MSPD           | Demobilisering, hæren, fåden                                                            |
|        | Rudolf Wissell      | Rudolf Wissell (1869–1962)      | 29. december 1918 | 11. februar 1919              | MSPD           | Socialpolitik                                                                           |